# Leila Ghanem
Leila Ghanem (Beirut, 1958) es una periodista y activista política libanesa.

## Biografía
Nació en Beirut en 1958, y vive en Beirut. Es una antropóloga de formación, periodista y activista de ocupación. Ha vivido seis guerras en su país natal. Afirma que la resistencia no va a darse por vencida. Se declara marxista, antisionista y antiimperialista. Es redactora jefa de la revista “Alternative Bada'el”.

### Trayectoria activista
Fue una de las impulsoras en juzgar los crímenes de guerra israelíes en Sabra y Shatila, fundando un tribunal de conciencia para juzgar los crímenes de guerra Israelíes en 2008. Es coordinadora del Foro Social de Alternativas del Oriente Medio. Así mismo, tras la ocupación de Irak por los Estados Unidos, propulsó la creación de tribunales populares para luchar contra la multinacional Monsanto por los desmanes ecológicos que causó en ese país.
Defiende que tras el ataque israelí de 7 de octubre sobre Gaza se esconde el sueño de Israel de construir el canal de Ben Gurion y para ello Netanyahu necesita vaciar Gaza y empujarlos hacia el Sinaí. El objetivo de antiguo sueño sería conectar el Mediterráneo con Akaba, al sur de la franja de Gaza en el Mar Rojo y con el doble de capacidad de tráfico que el de Suez. Este mega proyecto se completaría con la construcción de decenas de pequeñas ciudades turísticas. Esto supondría la pérdida del monopolio marítimo que ostenta Egipto y por ello se opone con vehemencia.
Tras el ataque del sur de Líbano y del asesinato del líder histórico de Hezbolá, Hassan Nasrallah, la intelectual libanesa respondió diciendo que la lucha que se está librando en Beirut y Gaza concierne a toda la humanidad. Y que fue Netanyahu quien declaró en las Naciones Unidas que es Israel quien lidera la lucha en nombre del Occidente civilizado contra la barbarie y el terrorismo.
En el marco de su activismo político, y ante la dramática situación de Oriente Próximo, ofrece conferencias y entrevistas donde da su visión de la cruel realidad de la zona con la total impunidad con la que actúa Israel.

## Obra
En 2024, publicó el libro El Islam y el marxismo.